# Laubepark

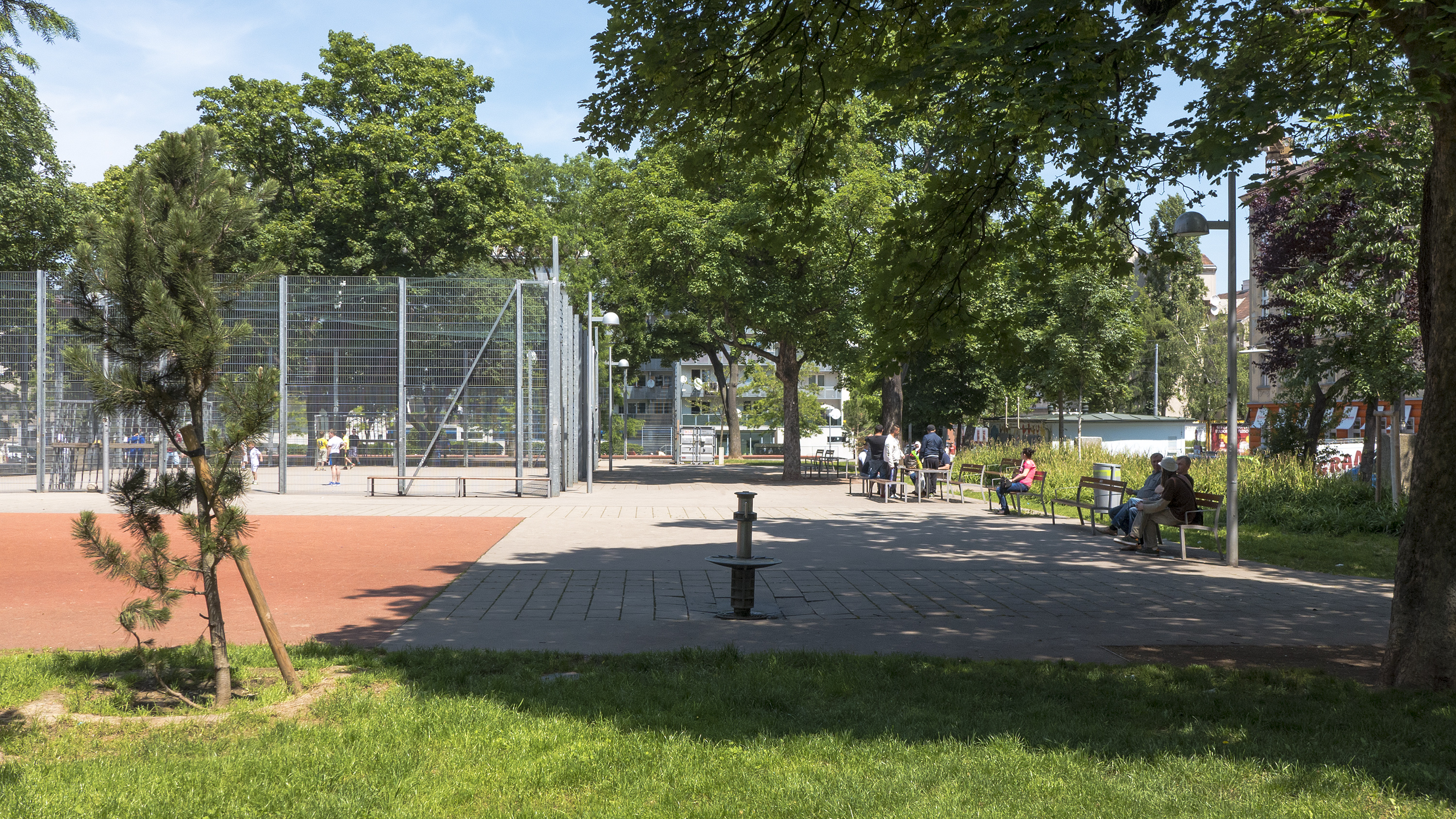
Der Laubepark (2015)

Der Laubepark ist ein Wiener Park im 10. Bezirk, Favoriten.

## Beschreibung

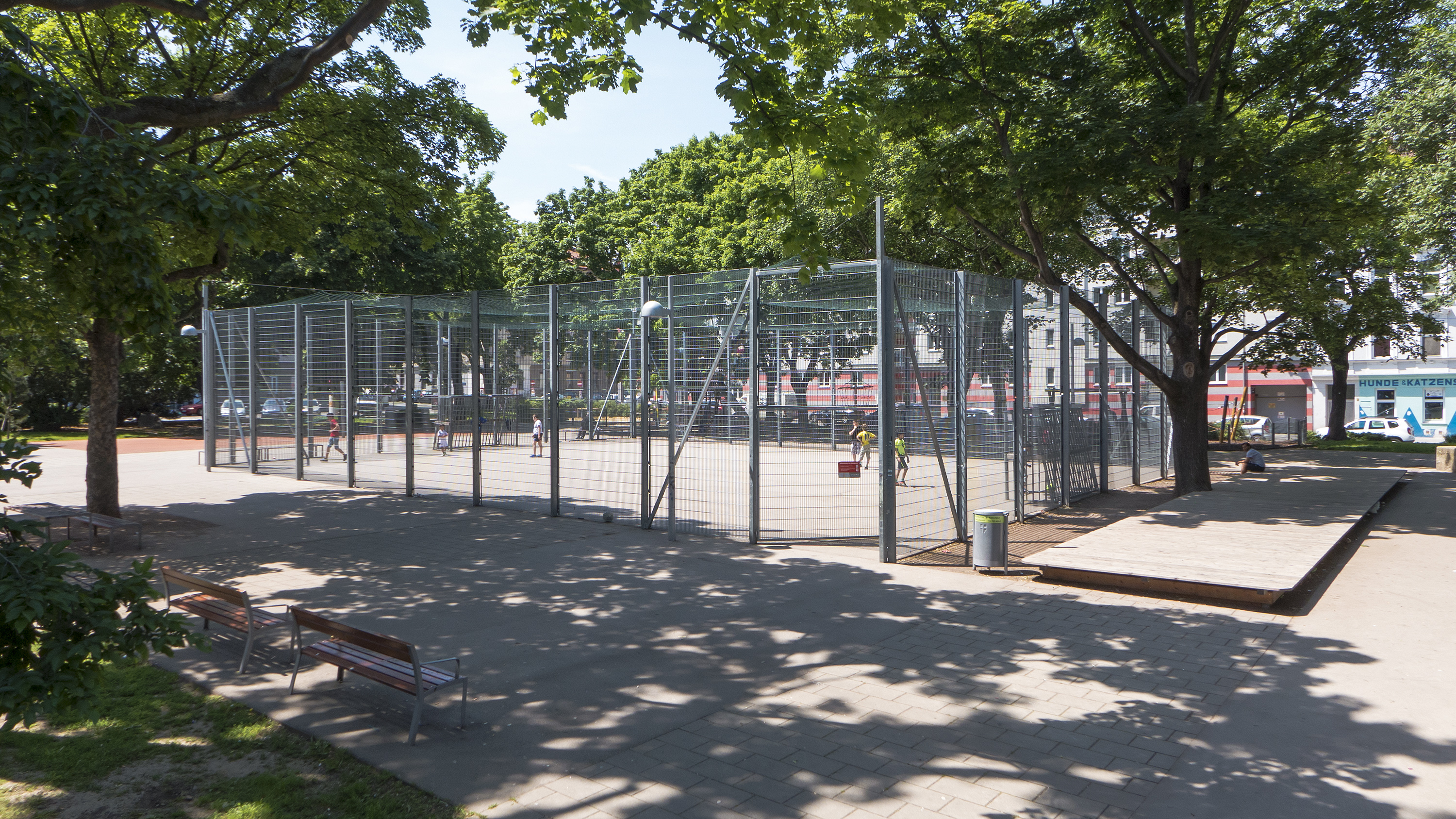
Fußballkäfig im Laubepark (2015)

Der Laubepark ist ein ca. 7500 m² großer Park im Bezirksteil Favoriten. Er liegt innerhalb des Laubeplatz. 2006 wurde der Park um etwas mehr als 2000 m² über die Buchengasse hinaus erweitert. Zuvor war er nur etwas mehr als 5000 m² groß. Die Kosten für die Erweiterung und Neugestaltung betrugen ca. 550.000 Euro. Der Park ist teilweise asphaltiert und verfügt neben Wiesenflächen und einem alten Baumbestand über einen Kinder- und Jugendspielplatz, Fußballplatz, Volleyballplatz, Sand- und Matschbereich, Basketballplatz, Sitzmöglichkeiten, Hundezone und einen Trinkbrunnen sowie eine saisonale Parkbetreuung durch die Kinderfreunde Wien.

## Geschichte
Der Laubepark verdankt seinen Namen dem Laubeplatz, auf dem er (größtenteils) liegt. Der Laubeplatz wurde am 3. März 1891 nach dem deutschen Schriftsteller, Dramatiker, Theaterleiter und Politiker Heinrich Laube benannt.